# Ceylonzwaluw
De ceylonzwaluw (Cecropis hyperythra synoniem: Hirundo daurica hyperythra) is een vogel uit de familie van zwaluwen (Hirundinidae). Dit taxon werd in 1849 als aparte soort binnen het geslacht Hirundo beschreven door de Britse vogelkundige Edward Blyth. De vogel werd eerder als ondersoort beschouwd uit de soortengroep van de oostelijke roodstuitzwaluw (C. daurica).

## Verspreiding en leefgebied
Deze zwaluw komt alleen voor op Sri-Lanka en diverse open landschappen in zowel laagland en heuvelland cultuurland of licht bebost terrein. Waargenomen is dat de vogels in groepen op branden afkomen om op vluchtende insecten te jagen.